# Petra Cetkovská
Petra Cetkovská (født 8. februar 1985 i Prostějov, Tjekkoslovakiet) er en professionel tennisspiller fra Tjekkiet.